# .ng
.ng е интернет домейн от първо ниво за Нигерия. Администрира се от Nigerian Internet Registration Association. Представен е през 1995 г.

## Домейни от второ ниво
- com.ng
- org.ng
- gov.ng
- edu.ng
- net.ng
- sch.ng
- name.ng
- mobi.ng
- biz.ng
- mil.ng